# Karen Cope
Karen Cope (ur. 6 listopada 1985) – kostarykańska siatkarka, grająca jako przyjmująca. Obecnie występuje w drużynie Universidad de Costa Rica.